# Limnocoris rodriguesi
Limnocoris rodriguesi — вид водних клопів родини плавтів (Naucoridae). Описаний у 2020 році.

## Назва
Вид названо на честь мексиканського ентомолога Ігора Родрігеса, який займався систематикою роду Limnocoris.

## Поширення
Ендемік Мексики.